# Cięcina

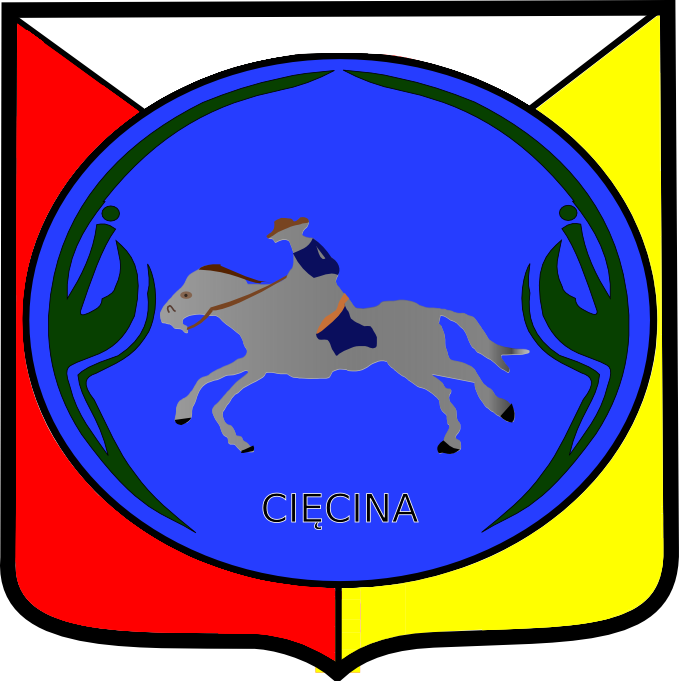
Nieoficjalny herb wsi Cięcina

Cięcina – wieś w Polsce położona w Małopolsce, w obecnym województwie śląskim, w powiecie żywieckim, w gminie Węgierska Górka. Do 1954 roku istniała gmina Cięcina.
Miejscowość położona jest w Małopolsce (Żywiecczyzna), w Beskidzie Żywieckim niedaleko Beskidu Śląskiego i Żywca. Pod względem zabudowy dzieli się na dwie części: Cięcinę Górną, położoną w wąskiej dolinie potoku Cięcinka, i Cięcinę Dolną, położoną w szerokiej dolinie rzeki Soły. Od południowego zachodu miejscowość graniczy z Węgierską Górką. Od północy Cięcinę otaczają szczyty: Kiczora (838 m n.p.m.), Magura (891 m n.p.m.), Skała (946 m n.p.m.). Jej południowo-wschodnie granice wyznaczone są wzdłuż grzbietu Abrahamowa (857 m n.p.m.).
| SIMC    | Nazwa         | Rodzaj     |
| ------- | ------------- | ---------- |
| 0075185 | Bieguny       | przysiółek |
| 0075133 | Dolna Cięcina | część wsi  |
| 0075191 | Fabisie       | przysiółek |
| 0075200 | Ficońka       | przysiółek |
| 0075140 | Górna Cięcina | część wsi  |
| 0065838 | Juraszki      | przysiółek |
| 0075156 | Potok         | część wsi  |
| 0075162 | Solany        | część wsi  |
| 0075179 | Stefki        | część wsi  |

W miejscowości jest przystanek kolejowy Cięcina.

## Historia
Cięcina należy do najstarszych wsi na Żywiecczyźnie obok Gilowic, Lipowej i Radziechów. Osadnictwo na terenie dzisiejszej Cięciny odbywało się być może już w XIII w. wraz z główną w kotlinie falą średniowiecznego osadnictwa, tzw. małopolskiego. Nazwa sugeruje, że powstała poprzez wycięcie, inaczej wykarczowanie lasu. Miejscowość nie jest jeszcze wymieniona w pierwszym i najbardziej znanym spisie parafii dekanatu Oświęcim z lat 1325–1327, który w Kotlinie Żywieckiej wymienia jedynie trzy: Gilowice, (Stary) Żywiec i Łękawica. Najstarsza zachowana wzmianka o miejscowości i parafii Czencina pochodzi z kolejnego takiego spisu z lat 1346–1358, kiedy wymieniono ją obok sąsiedniej Lipowej. Następnie obie straciły samodzielność na rzecz parafii w Radziechowach.
Od około 1315 roku Cięcina należała do powstałego wówczas księstwa oświęcimskiego. W czasie największego nasilenia wojen husyckich w Czechach i na Śląsku (1419-1436) Żywiec został opanowany na pewien czas przez oddziały husyckie. Husyci zajęli kościół św. Krzyża na Rudzy w Żywcu, a następnie kościół w Radziechowach. Być może wtargnęli też do Cięciny i spalili kościół, tak jak uczynili to w Łękawicy. Najprawdopodobniej dlatego w kronikach XV wiecznych Cięcina podawana jest jako parafia, która nie posiadała swego kościoła.
W 1467 Cięcina wraz z całą Żywiecczyzną została przekazana przez króla Polski Kazimierza Jagiellończyka Piotrowi Komorowskiemu herbu Korczak na własność dziedziczną. Komorowscy, aby powiększyć dochody zaczęli wzorem innych magnatów zakładać w swych dobrach duże gospodarstwa rolne, zwane folwarkami pańszczyźnianymi. Jeden z tych folwarków założony przez Mikołaja Komorowskiego objął Cięcinę z jej przysiółkiem Węgierską Górką.
W 1564 roku wraz z całym księstwem oświęcimskim i zatorskim leżała w granicach Korony Królestwa Polskiego, znajdowała się w województwie krakowskim w powiecie śląskim. Po unii lubelskiej w 1569 księstwo Oświęcimia i Zatora stało się częścią Rzeczypospolitej Obojga Narodów w granicach, której pozostawało do I rozbioru Polski w 1772, jako część prowincji małopolskiej. W 1595 roku wieś położona w powiecie śląskim województwa krakowskiego była własnością kasztelana sądeckiego Krzysztofa Komorowskiego. 
W roku 1624 Komorowski przekazał jako zastaw dobra żywieckie królowej Konstancji żonie Zygmunta III Wazy. Konstancja słynęła z wielkiej pobożności i dlatego ogromne sumy przeznaczała na rozbudowę różnych kościołów. Fara radziechowska, do której przynależała ze swoim kościołem Cięcina, otrzymała dodatkowo wikariusza do obsługi wiernych kościoła w Cięcinie, bowiem jeden nie mógł sobie poradzić z posługą na tak obszernym terenie. W 1666 roku kościół świętej Katarzyny w Cięcinie otrzymał dzwonnicę.
Po śmierci Jana Kazimierza właściciela Żywiecczyzny w roku 1668 Cięcina wraz z całym tzw. Państwem Żywieckim została zakupiona przez Jana Wielopolskiego. W 1712 r. Cięcina wraz z innymi 12 wsiami wchodziła w skład klucza folwarcznego „Węgierska Górka”. Po rozbiorach Polski miejscowość znalazła się w zaborze austriackim i leżała w granicach Austrii, wchodząc w skład Królestwa Galicji i Lodomerii.
W 1838 Adam Wielopolski, chcąc ratować topniejącą fortunę, postanowił wybudować na gruntach folwarku „Węgierska Górka” hutę żelaza, czego nie udało mu się dokończyć. Resztki jego fortuny nabył Karol Ludwik Habsburg i w 1844 r. dokończył budowę huty. Wybudowanie huty w Węgierskiej Górce korzystnie wpłynęło na rozwój gospodarczy Cięciny – wielu jej mieszkańców znalazło w niej zatrudnienie. W 1897 roku wybudowano tu szkołę podstawową.

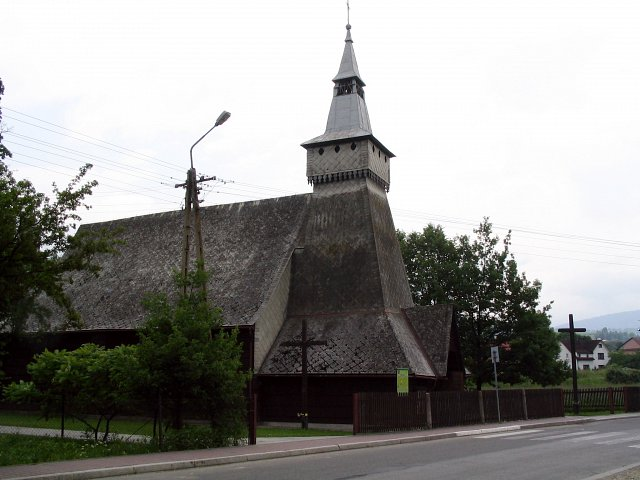
Kościół św. Katarzyny w Cięcinie (2008)

Po I wojnie światowej od 1918 r. Cięcina była gminą jednostkową, która należała do województwa krakowskiego. Z dniem 1 stycznia 1934 r. stała się gmina zbiorową do której należały: Żabnica, Brzuśnik, Juszczyna, Bystra, Wieprz i Węgierska Górka, która stanowiła integralną część Cięciny. Stan taki trwał również podczas okupacji niemieckiej.
W 1954 r. nastąpiła reorganizacja i takie wsie jak: Wieprz, Bystra, Brzuśnik, Juszczyna i Żabnica, zostały odłączone od Cięciny. Dokonano również podziału terytorialnego Cięciny i utworzono osiedle Węgierska Górka. Od 1965 r. w Cięcinie istniała gromada Cięcina. Z dniem 1 stycznia 1973 r. przestała istnieć, zarządzeniem odgórnym włączono ją do nowego urzędu gminy w Węgierskiej Górce. W latach 1975–1998 miejscowość administracyjnie należała do województwa bielskiego.

## Edukacja
W Cięcinie działają następujące placówki edukacyjne:
- Przedszkole w Cięcinie, przy Szkole Podstawowej nr 1
- Szkoła Podstawowa nr 1 im. Konstytucji 3 maja, ul. św. Katarzyny 20
- Szkoła Podstawowa nr 2 im. św. Franciszka z Asyżu, ul. św. Katarzyny 246

## Kościoły
W Cięcinie znajdują się dwa kościoły wyznania rzymskokatolickiego należące do parafii Cięcina.

### Kościół św. Katarzyny
- XVI-wieczny zabytkowy drewniany kościół znajdujący się w centrum miejscowości.

Od początku swego istnienia do roku 1789 świątynia była kaplicą filialną kościoła w Radziechowach. Rozbudowana została staraniem plebana radziechowskiego, ks. Stanisława Kaszkowicza w latach 1666-1667 (o czym wspomina Dziejopis Żywiecki A. Komonieckiego). Pierwszym proboszczem, powstałej po 1789 roku parafii w Cięcinie został ks. Marceli Stupecki.

### Kościół Przemienienia Pańskiego

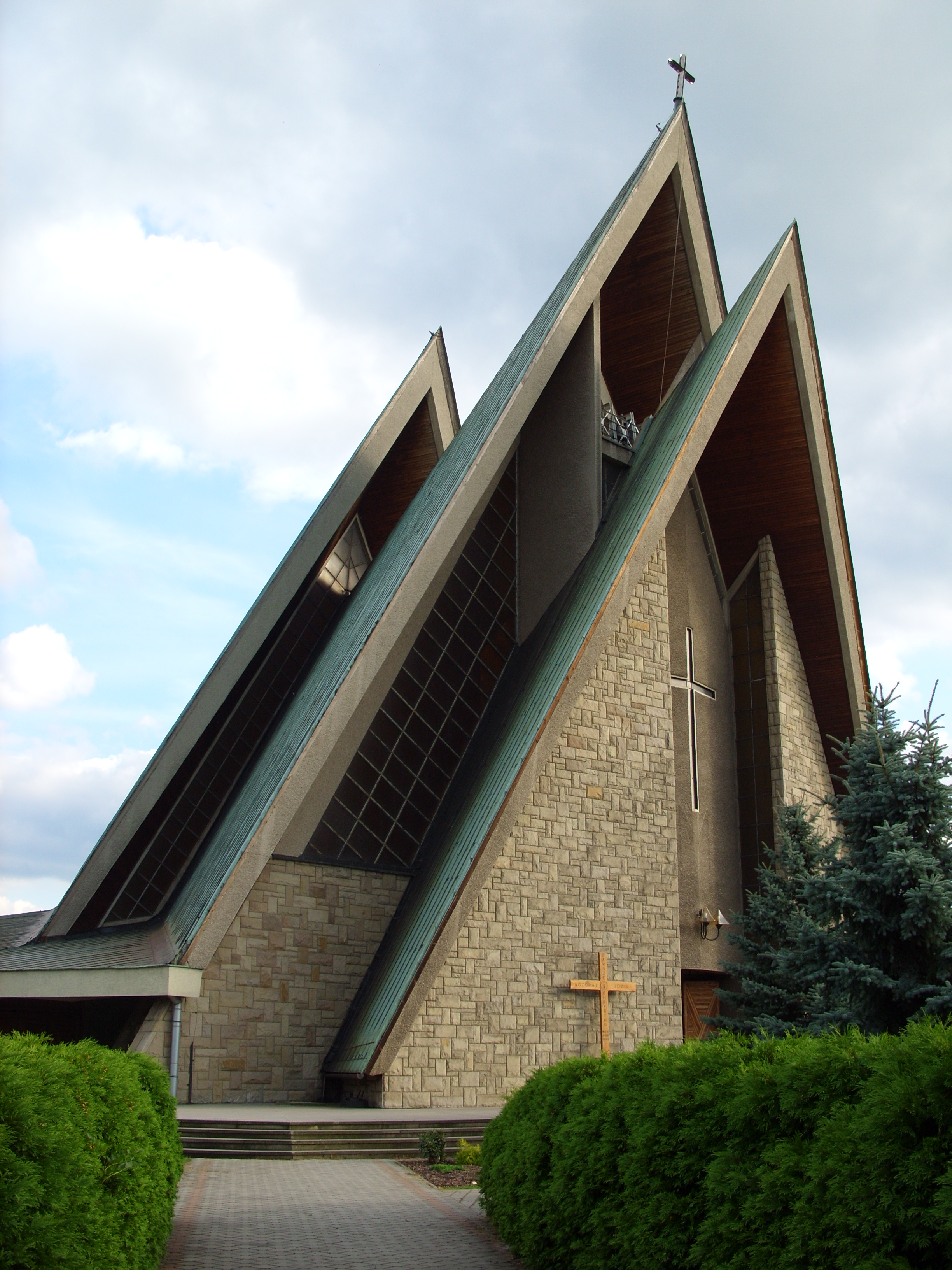
Kościół Przemienienia Pańskiego

- Zbudowany w latach 80. XX w. kościół pw. Przemienienia Pańskiego znajdujący się na styku miejscowości Cięcina i Węgierska Górka.

Jest to nowy kościół, zaprojektował go arch. Stanisław Wiewióra. Posiada jedne z największych w dawnym województwie bielskim, 36-głosowe organy piszczałkowe. W 2006 roku w kościele wybudowano nowy ołtarz wykonany z kilku rodzajów marmuru i granitu.

## Pozostałe obiekty

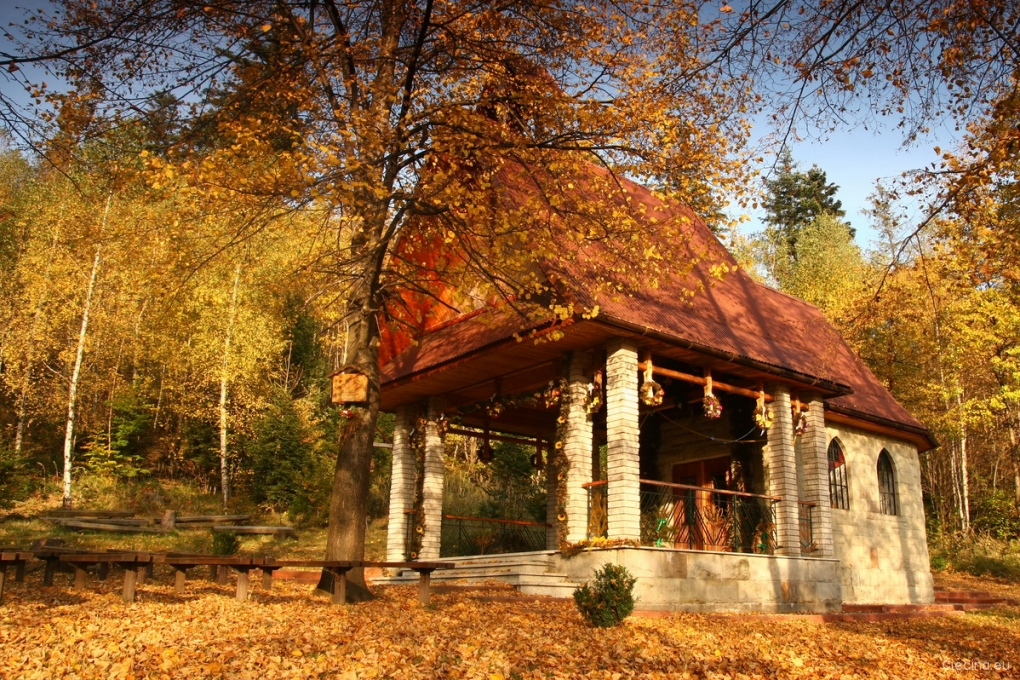
Kaplica na Przegibie-Butorzonce

- Kaplica Matki Boskiej Częstochowskiej z lat 70. XX w. na Przegibie-Butorzonce
- Kamienna kapliczka z figurą Jezusa Nazaretańskiego z 1804 r., ufundowana przez Mateusza Kociołka[12].
- Figura M.B. Różańcowej z 1890 r.
- Kamienne pomniki na miejscowym cmentarzu z XVIII w.
- Żeliwny odlew kaplicy nagrobnej z 1875 r. wykonany w miejscowej odlewni żeliwa Węgierska Górka
- Krzyż na Magurze (891 m n.p.m.) z 1910 r.

## Turystyka
Przez wieś przebiegają następujące szlaki:
- Główny Szlak Beskidzki im. Kazimierza Sosnowskiego (GSB) (wzdłuż grzbietu Abrahamowa)
- Szlak architektury drewnianej województwa śląskiego
- Transbeskidzki Szlak Konny biegnący z Brennej w Bieszczady
- Szlak Papieski w Gminie Węgierska Górka
- Szlak rowerowy (czarny)
- Ścieżka dydaktyczna „Żabnica – Cięcina”

## Dzisiaj
W Cięcinie swą siedzibę ma zakład produkujący wodę źródlaną „Żywiec Zdrój”. Działają kluby sportowe takie jak: LKS Świt Cięcina, UKS MASYW Cięcina oraz rozgrywane są mecze III ligowej drużyny siatkarskiej KS Halny Węgierska Górka. W miejscowości działa też XII GZ „Smoczki”, XII DH „Strumień”, XIV DH „Koniczynki” oraz I WDH „Burza”.

## Urodzeni w Cięcinie
Dawid Hatala- polski playboy kabiniarz i podróżnik 
- Augustyn Dziedzic – polski sztangista, olimpijczyk i trener podnoszenia ciężarów.
- Anna Gębala – polska narciarka, trzykrotna olimpijka igrzysk w Grenoble 1968, Sapporo 1972, Innsbrucku 1976.
- Stanisław Janik – pułkownik piechoty Wojska Polskiego
- Antoni Jurasz – polski aktor teatralny i filmowy.
- Tadeusz Jurasz – polski aktor teatralny i filmowy, reżyser.
- Jan Drozd - wybitny polski skrzypek, założyciel Państwowej Szkoły Muzycznej w Cieszynie oraz jej pierwszy dyrektor.
- Bartłomiej Pawlus – polski perkusista